# Кампанаријело (Казерта)
Кампанаријело је насеље у Италији у округу Казерта, региону Кампанија.
Према процени из 2011. у насељу је живело 17 становника. Насеље се налази на надморској висини од 141 м.